# Istana Nurul Iman

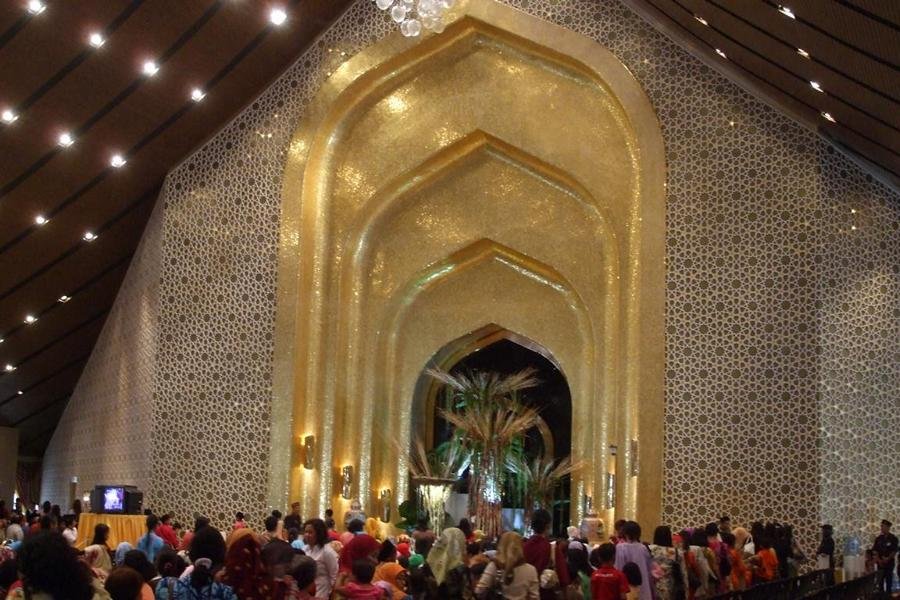
La sala dei banchetti, in cui possono trovare posto 5000 persone

L'Istana Nurul Iman (in jawi: ايستان نور الإيمان; letteralmente "Palazzo della luce della fede") è la residenza ufficiale del Sultano del Brunei, Hassanal Bolkiah e la sede del governo del Brunei. Il palazzo si trova su una distesa di colline con una folta vegetazione, sulle rive del fiume Brunei, a pochi chilometri a sud-est di Bandar Seri Begawan, la capitale del sultanato. Il palazzo ospita spesso cerimonie di stato e alberga ospiti ufficiali. È considerata la più grande residenza al mondo in termini di area calpestabile.

## Progetto e costruzione
Il nome "Istana Nurul Iman" proviene dal malay Istana e dall'arabo Nur-ol Imaan e significa "Palazzo della luce della fede". Fu progettato dall'architetto filippino Leandro Valencia Locsin, che fece ricorso al motivo architettonico delle cupole dorate e dei tetti a volta per richiamare le influenze islamiche e malay sull'architettura del Brunei. Gli interni del palazzo furono progettati da Khuan Chew, dello studio KCA International, che ha anche lavorato al Burj al-Arab di Dubai. La costruzione fu affidata all'impresa britannica Ayala Abbott and Butters e fu portata a termine nel 1984 con un costo totale di circa 1,3 miliardi di euro.
L'Istana Nurul Iman dispone di un totale di 1 788 stanze, di cui 257 bagni, una sala dei banchetti in cui possono trovare posto 5 000 persone, una moschea per 1 500 persone. Il palazzo comprende anche 110 garage, stalle con aria condizionata per i 200 pony da polo del sultano e cinque piscine. In totale, l'Istana Nurul Iman si estende su 200000 m² di superfici. L'Istana Nurul Iman ha 564 candelabri, 5 000 lampadine, 44 scale e 18 ascensori.

## Utilizzo
Il Sultano riceve nel palazzo per le sue udienze. Il palazzo è anche usato per tutte le cerimonie di stato del governo del Brunei. Inoltre, ospita l'ufficio del primo ministro e funge da sede per il governo del Brunei.
Oltre alla sala delle udienze e agli appartamenti di stato, c'è una sala del trono utilizzata in varie cerimonie come la proclamazione del principe ereditario e per il genetliaco del sovrano.
Ciò nonostante, la funzione principale dell'edificio è quella di residenza personale del sultano. Per la collezione di automobili del sultano, prevede 110 garage separati, in cui trovano posto le 7 000 autovetture di sua proprietà, fra cui 365 Ferrari, 275 Lamborghini, 258 Aston Martin, 172 Bugatti, 230 Porsche, 350 Bentley, 600 Rolls-Royce, 440 Mercedes Benz, 265 Audi, 237 BMW, 225 Jaguar e 183 Land Rover, la maggior parte delle quali è personalizzata.

## Accesso
Il palazzo non è aperto al pubblico se non per la festa di Id al-fitr che conclude il Ramadan, quando circa 110 000 ospiti visitano il palazzo nell'arco di tre giorni, ricevendo doni e elargizioni in denaro per i figli. Il palazzo è aperto ai musulmani anche durante il Ramadan per alcune preghiere pubbliche.